# Ken Kallaste
Ken Kallaste, född 31 augusti 1988 i Tallinn, är en estländsk fotbollsspelare som sedan 2024 spelar som vänsterback i FCI Levadia. Hans far Risto Kallaste gjorde 36 landskamper för Estland under 1990-talet.

## Karriär
Efter att ha kommit fram i Lelle (som senare bytte namn till Tärvis Pernu), gick Kallaste till Flora Tallinn där han varvade spel med både A-laget och B-laget. Dessutom blev han utlånad vid två tillfällen. Efter tre år lämnade Kallaste och skrev på för Nõmme Kalju 2010. Under sina fyra första säsonger för klubben spelade han alla ligamatcher utom en. Den enda matchen han missade var på grund av att han blev utvisad i en match mot Lootus Kohtla-Järve. 2012 var han med och vann Meistriliiga med klubben.
För Estlands landslag debuterade Kallaste i en vänskapsmatch mot Oman 8 november 2012.

## Meriter
Nõmme Kalju
- Meistriliiga: 2012